# Formica triangularis
Formica triangularis é uma espécie de formiga do gênero Formica, pertencente à subfamília Formicinae.